# イリエ・シュテフレア

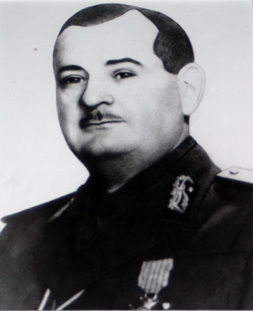
イリエ・シュテフレア

イリエ・シュテフレア（ルーマニア語:Ilie Şteflea、1886年 - 1946年）は、ルーマニアの軍人。中将。

## 概要
第一次世界大戦に従軍。両大戦間、ルーマニア軍で各職を歴任。
1941年2月から1942年1月まで第3師団を指揮。1942年1月、ドイツの要求により、イオシフ・イアコビチ将軍が参謀総長から解任され、ステフレアが後任となった。
イオン・アントネスク体制崩壊後、1944年8月23日、ミハイ・ラコヴィッツァ将軍と第4軍司令官を交代したが、ルーマニアが枢軸国を離脱し、連合国側で参戦した9月3日、ゲオルゲ・アヴラメスク将軍と交代し、間もなく対独協力者として逮捕された。
1945年、釈放。